# جورج ويلر هينمان
جورج ويلر هينمان (بالإنجليزية: George Wheeler Hinman)‏ هو محرر أمريكي، ولد في 19 نوفمبر 1864، وتوفي في 31 مارس 1927 بسبب نوبة قلبية.